# St Marys AFC
St Marys AFC is een voetbalclub uit Douglas, de hoofdstad van het eiland Man.

## Erelijst

### Competitie
- 1e divisie, kampioen in: 1928-29, 1995–96, 1997–98, 2002–03
- 2e divisie, kampioen in: 1988-89, 1990–91

### Beker
- Manx FA Cup: 1912-13, 1993–94, 1994–95, 1997–98, 2000–01, 2001–02, 2006–07
- Hospital Cup: 1995-96, 1997–98, 1999-00, 2001–02, 2002–03
- Railway Cup: 1994-95, 1996–97, 1997–98, 2000–01
- Paul Henry Gold Cup: 1990-91

## Stadion
St Marys AFC speelt zijn thuiswedstrijden in The Bowl een stadion op Purpose Street in Douglas. De capaciteit van het stadion is 3000.